# Літопс
Лі́топс (Lithops) — рід суперсукулентних багаторічних рослин, що належить до родини аїзових (Aizoaceae) або мезембріантемових (Mesembryanthemaceae). Представники роду зростають на Півдні Африки. Зовні літопси схожі на каміння. Рослини популярні серед колекціонерів сукулентів завдяки привабливим мармуровим і плямистим листовим поверхням. Рід містить понад 30 видів.

## Назва

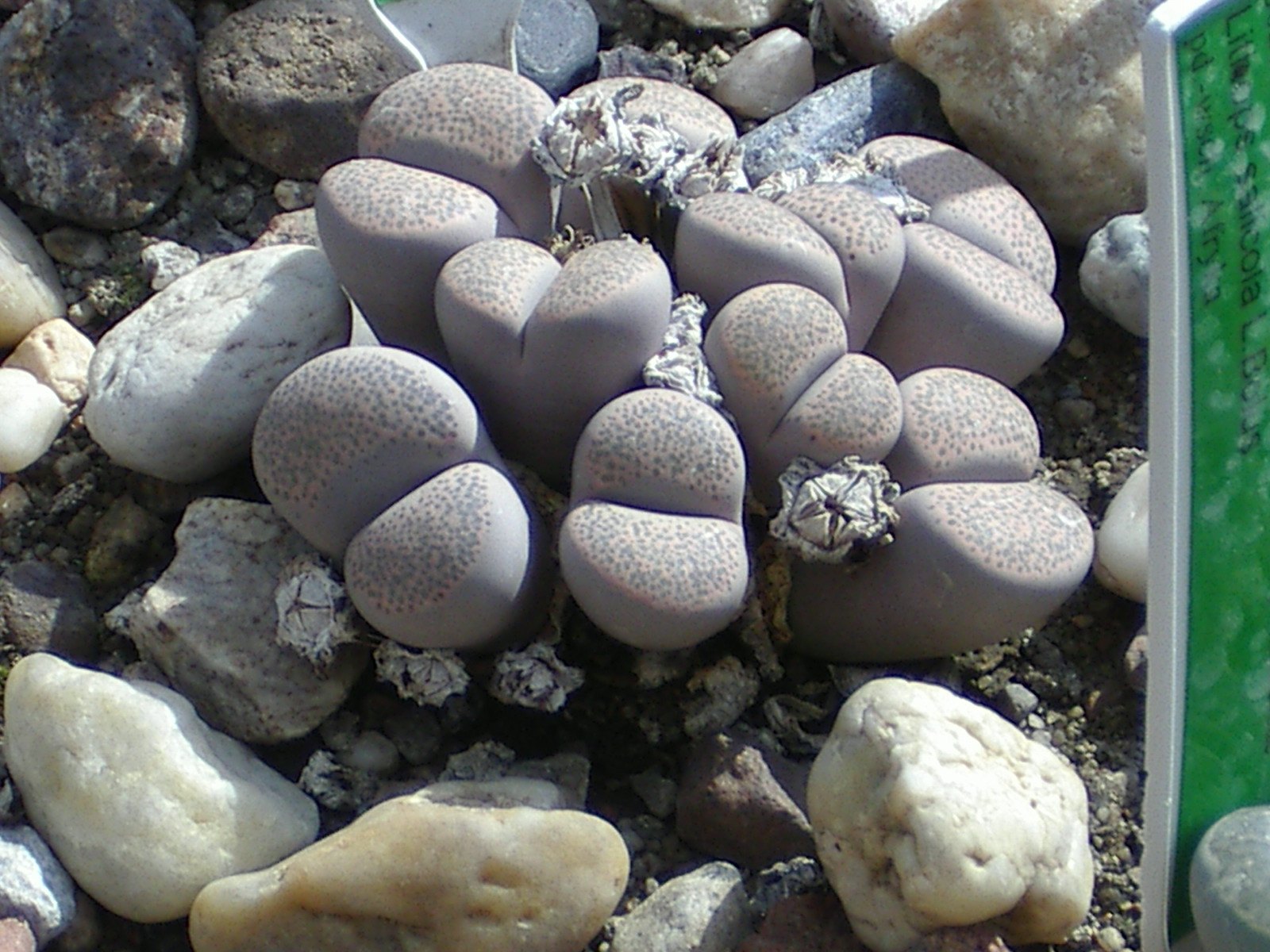
Lithops localis

Наукова назва походить від грец. litos — камінь, opsis — подібний. Побутова назва — живі камінці (так називають також конофітуми, плейоспілоси, лапідарії та деякі інші мезембріантемові). Місцеві назви літопсів на африкаанс: афр. beeskloutjie (копито корови), афр. skaappootjie (копито вівці) або афр. perdeklou (копито коня), за їхню схожість із мініатюрними копитами. Інша назва, що широко вживається на батьківщині цих рослин, — «готтентотська дупа».

## Історія відкриття
Англійський ботанік Вільям Джон Берчелл, який уперше відкрив цю рослину в 1811 році, коли подорожував пустельною областю Великого Карру, одного разу вирішив відпочити і присів поруч із купкою гальки. При уважному розгляді серед цих каменів він виявив рослини, які формою і малюнком майже повністю відповідали гальці. Так був відкритий Lithops turbiniformis. Після абсолютно випадкового відкриття першого виду пройшло майже сто років, перш ніж місцевий ботанік Курт Дінтер знайшов другий вид — Lithops pseudotruncatella.

## Біологічний опис

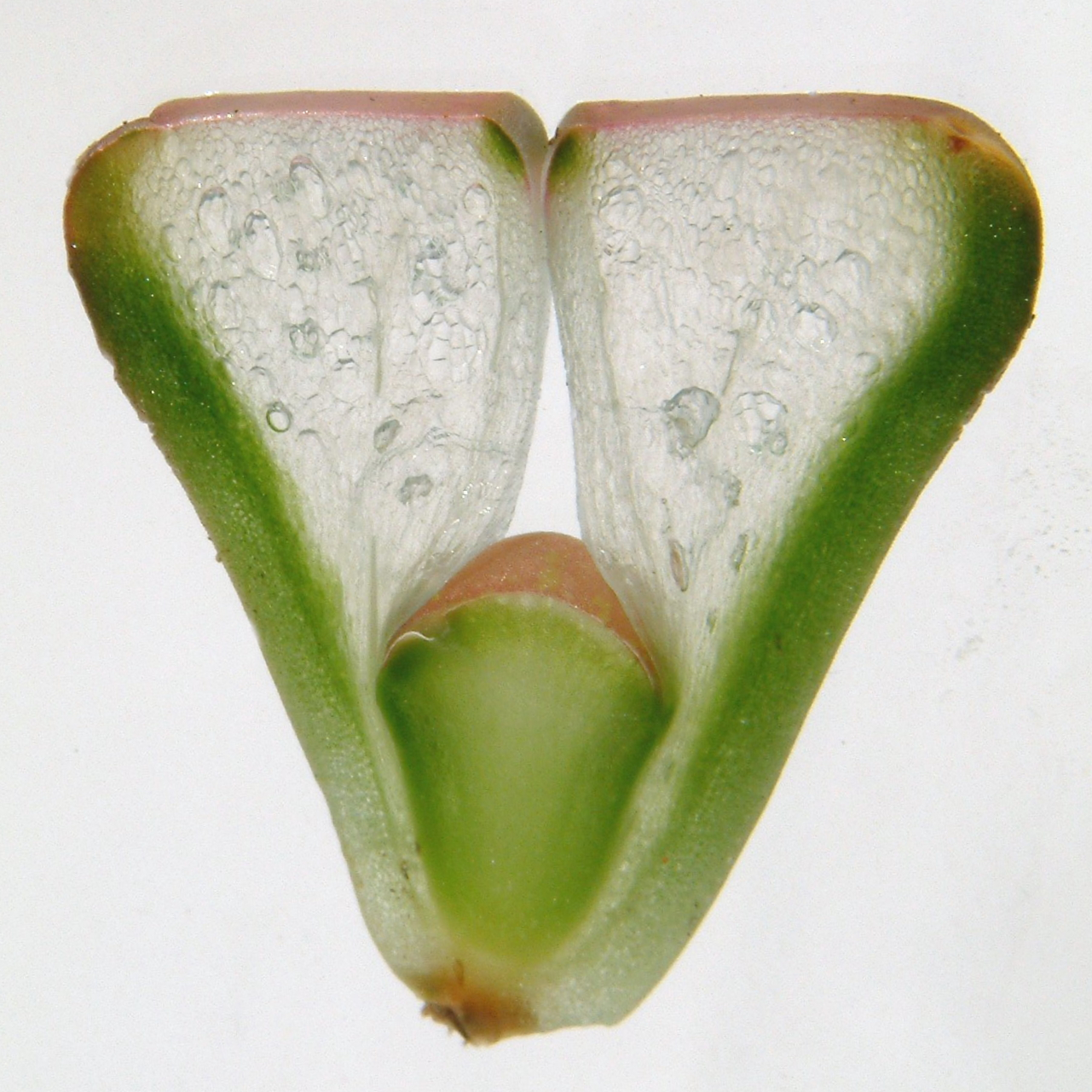
Поздовжній розріз літопса, що демонструє епідермальне вікно у верхній частині, напівпрозорі сукулентні тканини, зелену фотосинтетичну тканину та листя, що зароджується між зрілим листям

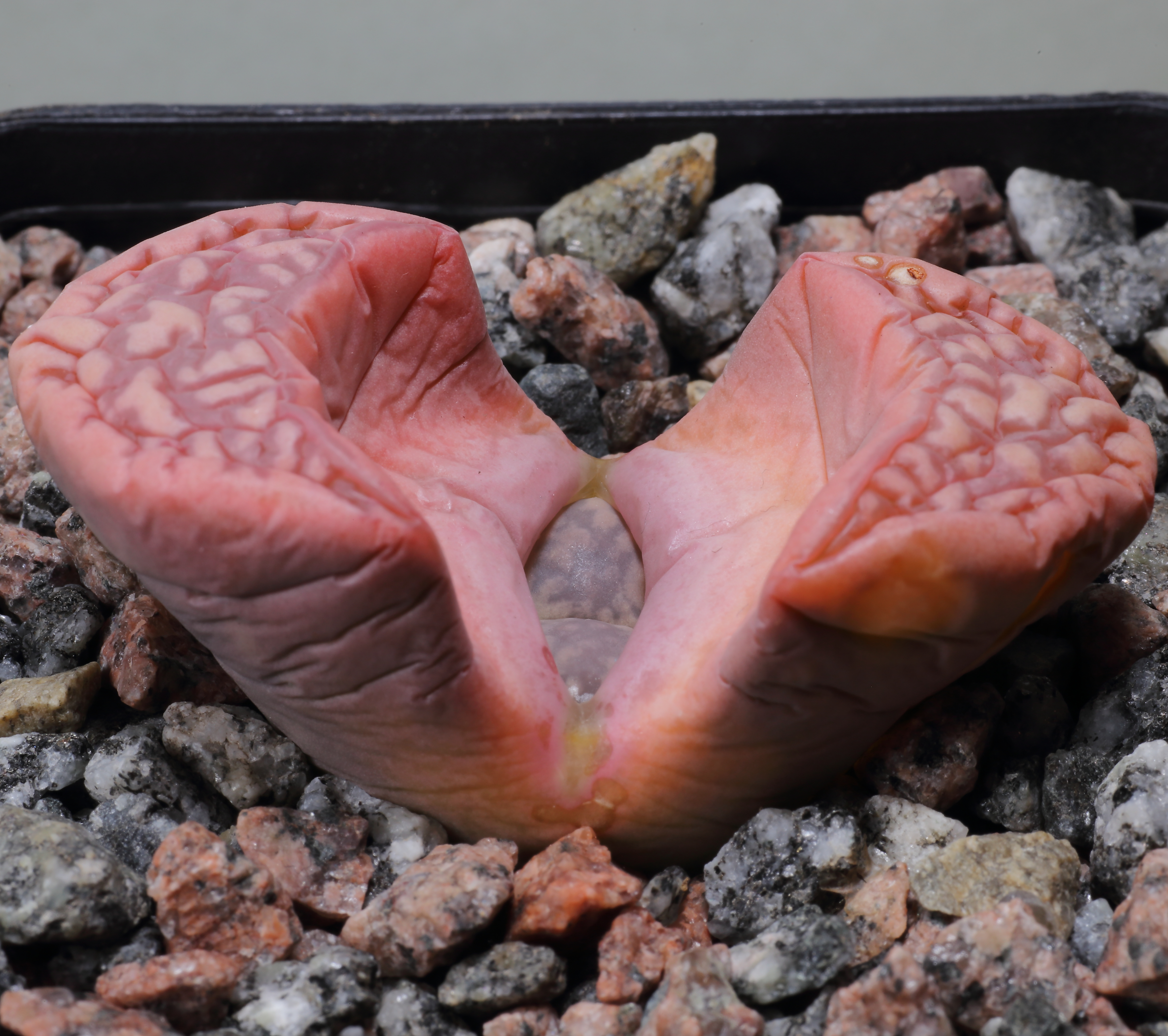
Молода пара листків Lithops marmorata v. elisae пробивається з попід старого листя

Надземна частина літопса — це двоє зрощених товстих листків, розділених неглибокою щілиною, з якої з'являється квітконос і нове листя. Розмір рослин — до 5 см заввишки і завширшки. Верхня поверхня листя утворює горизонтальну поверхню, тільки в деяких видів закруглена, але завжди помітно відрізняється епідермісом від бічної частини. Її забарвлення дуже різноманітне — від майже чисто білого у Lithops ruschiorum, через різні відтінки сірого, коричневого, жовтого, оранжевого до інтенсивного пурпурового у Lithops optica f. rubra. Зрідка трапляються оливково-зелений, блакитний і фіолетовий кольори. Верхня поверхня листків зазвичай, поцяткована плямами й візерунками. Крім кольорових плям і дрібних жолобків, на ній часто містяться розвинуті прозорі віконця в найрізноманітнішому розташуванні, іноді це суцільне вікно з невеликими острівцями, як у Lithops olivacea. Вертикальна поверхня листя вкрита зеленою асимілятивною тканиною. У період спокою, тобто в сухий сезон, розвивається нова пара листя, під прямим кутом до наявної пари. У життєвому циклі рослини нова пара листя поступово замінює стару. Стебла немає, коріння відходить відразу від основи листків. Коренева система порівняно сильна; у старих рослин стрижневий корінь одерев'янілий і обростає зовнішнім корковим шаром. Деякі види можуть кущитися й утворювати кущі напівкулеподібної форми.
Квітки виростають зі щілини між зрощеним листям. Забарвлення квіток біле або жовте (зрідка помаранчеве), 2,5—3 см в діаметрі. Квітки розкриваються після полудня і закриваються із заходом сонця. Вони можуть перевищувати 4 см в діаметрі, повністю закриваючи рослину. У деяких видів квіти запашні. Цвіте літопс у серпні (іноді й раніше) — листопаді. Кожна квітка тримається 5—10 днів. Плоди утворюються при перехресному запиленні. Запилення відбувається комахами, переважно вдень і рано вранці. Можливо, що метелики також сприяють процесу запилення, особливо в пізній день. Насіння з'являється протягом листопада та грудня. Коробочки простої будови з 4–7 гніздами. Як більшість інших мезембріантемових, капсули літопсів при намоканні розкриваються і дають змогу краплям дощу вимивати насіння назовні, на змочений дощем ґрунт. Насінини дуже малі й різнокольорові. Насіння більшості видів зберігає схожість протягом 8–10 років.

## Поширення

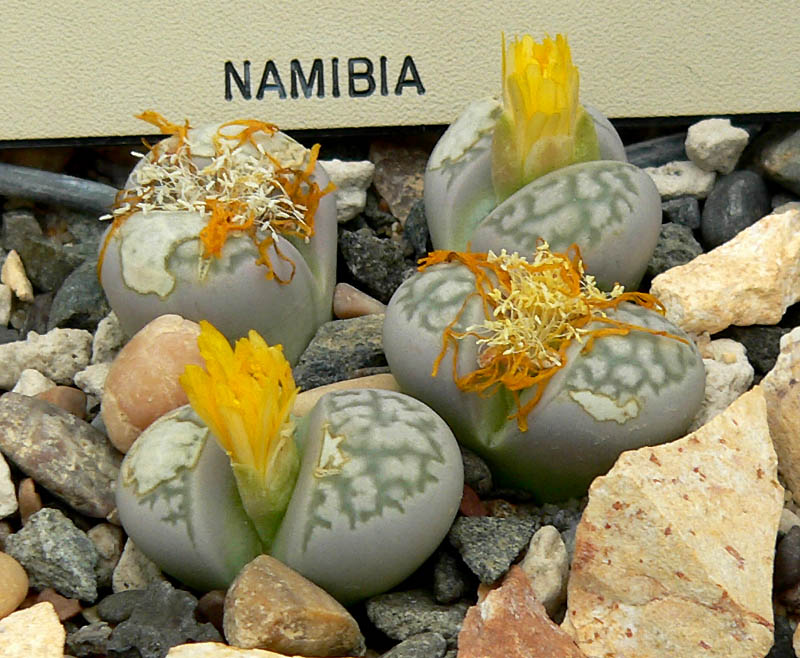
Lithops herrei з Намібії

Батьківщина цих незвичайних на вигляд рослин — посушливі райони Південно-Західної й Південної Африки: у ПАР та Намібії. Ареал зростання також включає незначний район Ботсвани та, можливо, південну частину Анголи, яка через об'єктивні причини ще не досліджена. У Намібії і ПАР літопси поширені від Атлантичного узбережжя до внутрішніх плоскогір'їв, піднімаючись майже до 2000 м над рівнем моря. У східну частину ПАР, де зволоженість краща, літопси не проникають.
Деякі види досить рідкісні, інші досить численні. Кожен вид, за винятком одного або двох, дуже чітко локалізований і часто значно відокремлений від інших видів. Декілька видів пов'язані з однією місцевістю, інші трапляються в кількох місцях, часто за багато кілометрів один від одного.

## Екологія

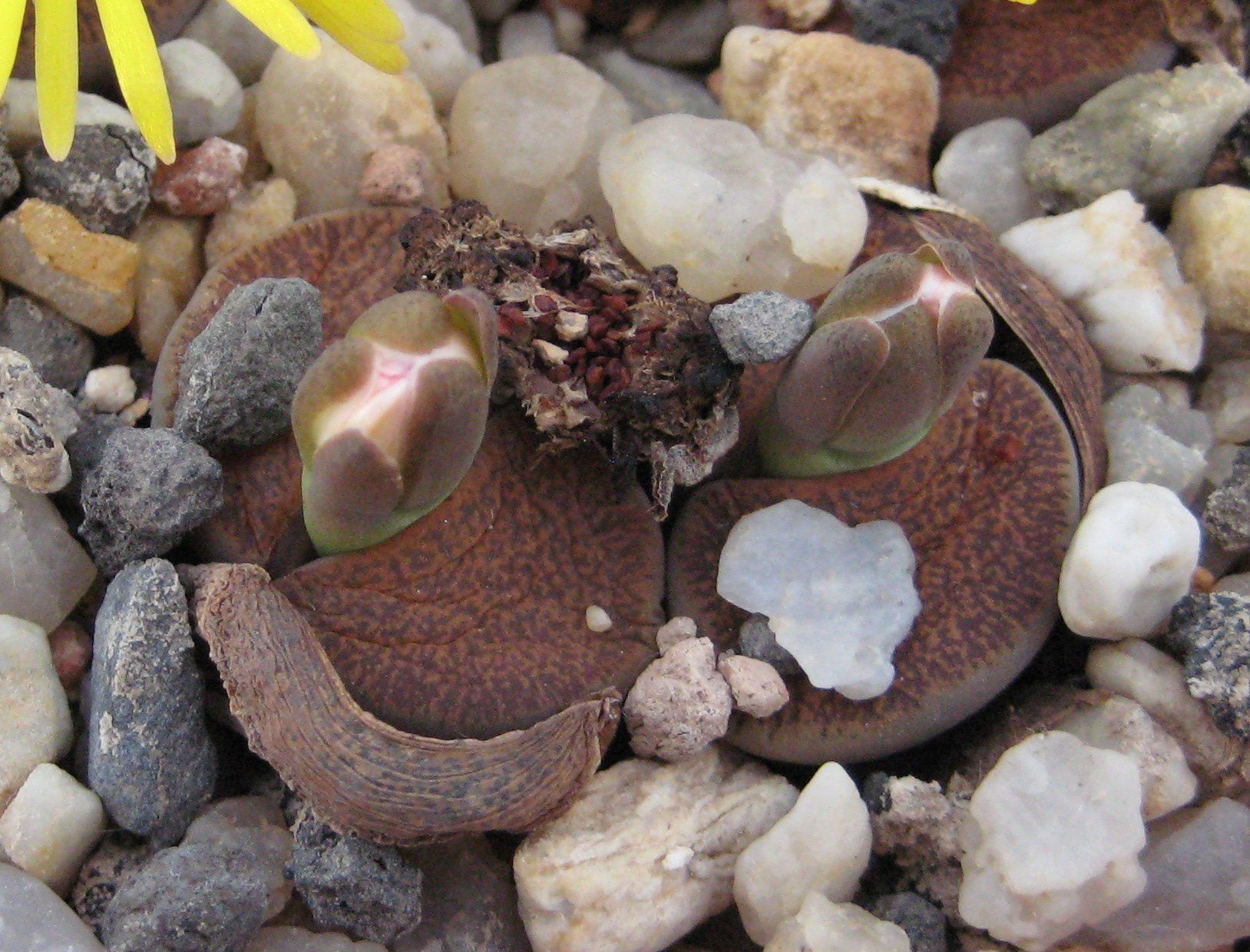
Lithops lesliei

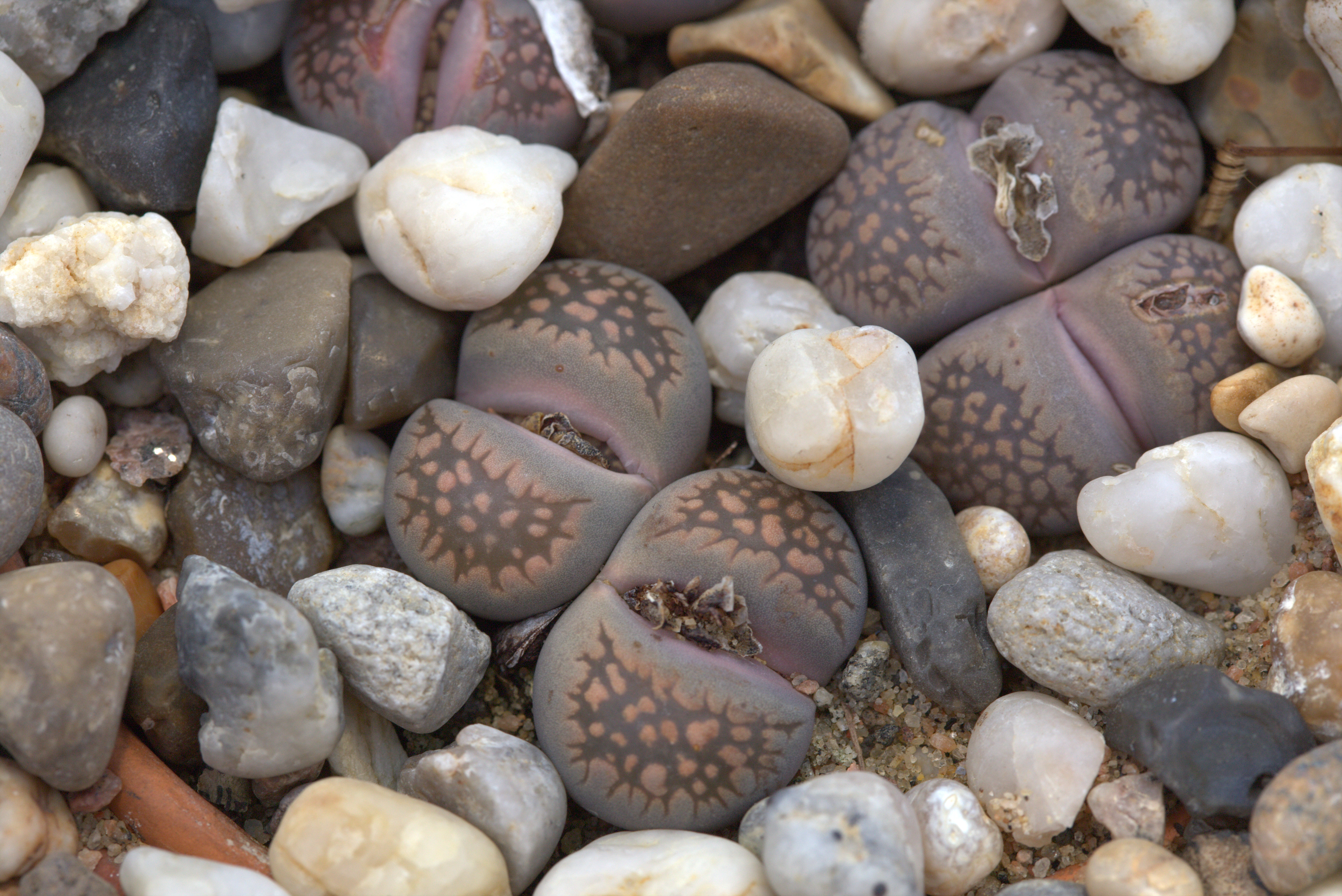
Lithops comptonii

Літопси — наочний приклад мімікрії в рослинному світі. В ході еволюції вони так точно скопіювали форму і забарвлення каменів, які їх оточують, що відрізнити їх часом можна тільки навпомацки. Цим літопси деякою мірою рятуються від тварин, що поїдають їх. Зростаючи в пустелі, літопсам доводиться миритися з відсутністю вологи. У цих рослин дуже довге коріння, здатне йти далеко вглиб ґрунту, щоб добути воду, а в період посухи літопси взагалі здатні зариватися. Така пристосовність забезпечується за допомогою спеціальних контрактільних коренів, що втягують літопс у ґрунт. У суху пору року літопси можуть втягуватися до такої міри, що утворюються лунки, які засипаються піском, принесеним вітром; тоді їх неможливо знайти доти, поки вони не видадуть себе сухими плодами або фрагментами старого листя, що випирають назовні. Вони здатні витримати екстремальну спеку (вище 42 °C) і порівняно низькі температури взимку — до -5 °C.
Трапляються вони на кварцових, гранітних або вапнякових ґрунтах, іноді навіть у тріщинах скель. Такі місця проживання вкрай бідні водою. Тут вона може повністю бути відсутньою місяцями, а річна кількість опадів не перевищує 200 мм на рік. При цьому рослини майже весь час перебувають під палючими променями сонця. Тільки невелика кількість родів квіткових рослин пристосувалося до життя в таких екстремальних умовах. Стівен Хаммер розказує у своїй книзі «Літопси: Багатство дикої природи» про те, що бачив у посушливому районі Південної Африки, у якому протягом двох років не було дощу, «налиті» рослини виду Lithops comptonii.
Літопси дуже довговічні рослини — з аналізу Швантеза був установлений вік деяких екземплярів близько ста років.

## Використання

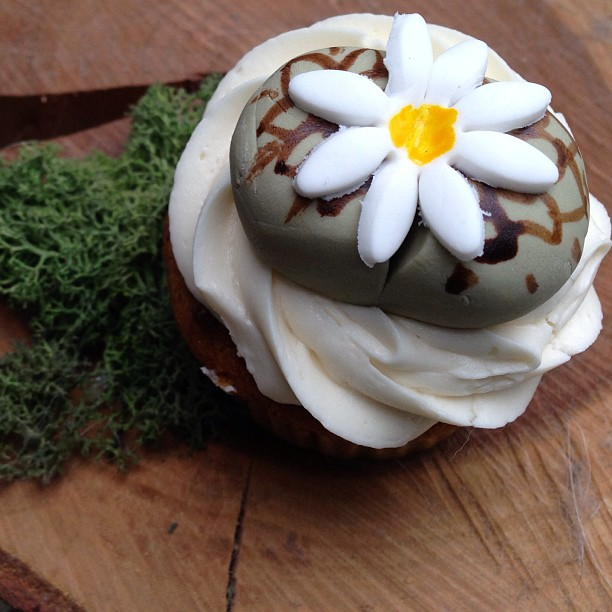
Кекс у вигляді літопса

Деякі види літопсів збираються травниками, особливо ті види, що ростуть поблизу мегаполісів, деякі — для лікарських цілей.
Літопси є чудовим колекційним матеріалом, особливо для кімнатної культури, тому що займають небагато місця і добре переносять сухість повітря. Крім того, їх можна використовувати для створення різних мініатюрних композицій у поєднанні з іншими дрібними сукулентами.

## Історія культивування

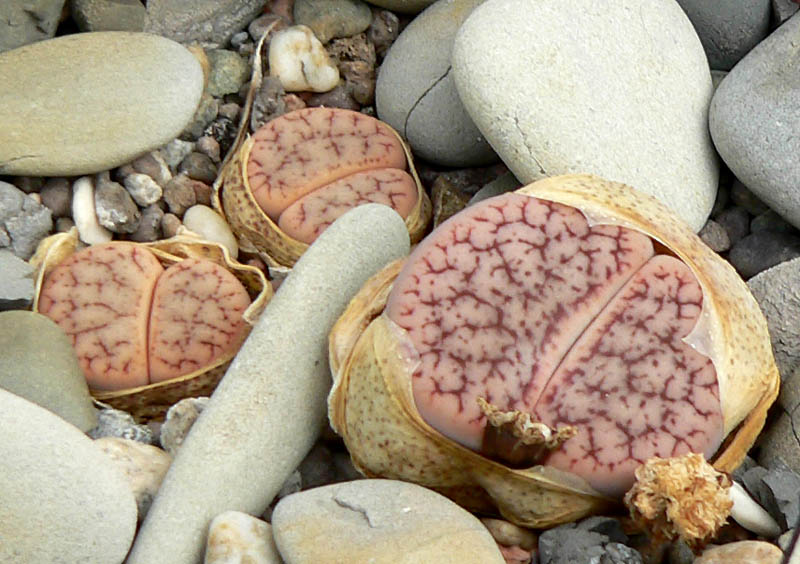
Lithops pseudotruncatella subsp. pseudotruncatella var. elisabethiae

У XIX столітті культура літопсів була майже невідома; вирощувати в горщиках їх стали лише наприкінці століття. Спочатку вирощували всього лише кілька видів. Першим у колекціонерів з'явилось насіння Lithops pseudotruncatella в 1897 році, потім Lithops lesliei. У 20-х роках XX століття Браун продав кілька сіянців Lithops hookeri та інших видів. Багато рослин вивозили з Південно-Західної Африки в Європу, найчастіше в розплідник рослин Гресснера і розплідник де Лаета. Курт Дінтер зібрав тисячі рослин для експорту. Також він зібрав величезну кількість насіння. На той час майже не було законів, що обмежують імпорт і експорт, екологічних застережень було ще менше. Хоча деякі далекоглядні фахівці, як Джон Мур і Рудольф Марлот, були стурбовані тим, що відбувається. Багато літопсів зібрав також Вільгельм Трібнер. Рослини, зібрані ним, справили величезний вплив на американське квітникарство. Після смерті Трібнера в 1957 році з'явилися інші джерела постачання, більшість з них були некомерційними. Велика частина надходжень потрапляла до голландця Хіндріка де Бура (1885—1970), який зібрав найкращу до Коула колекцію.

## Утримання в культурі

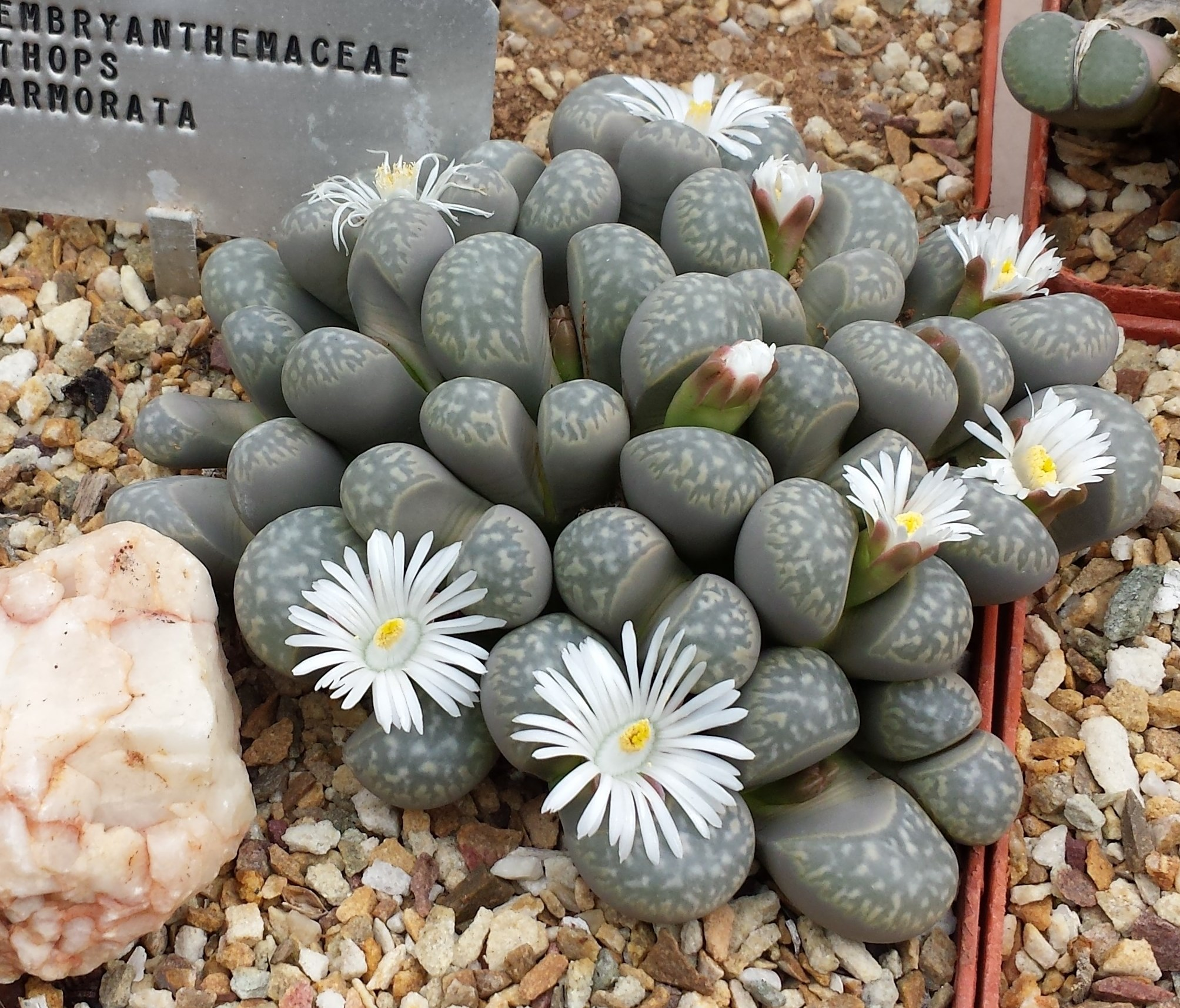
Lithops marmorata

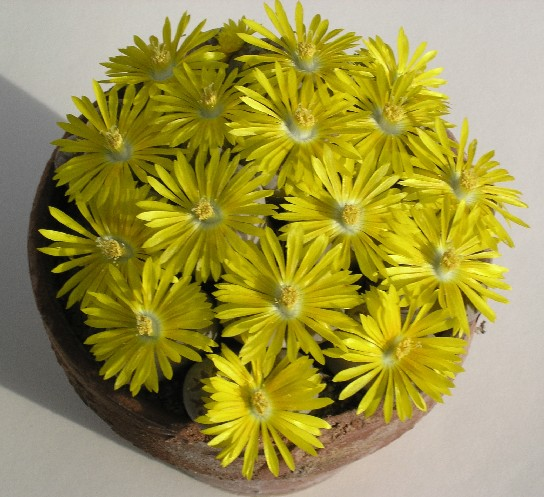
Цвіте Lithops dorotheae

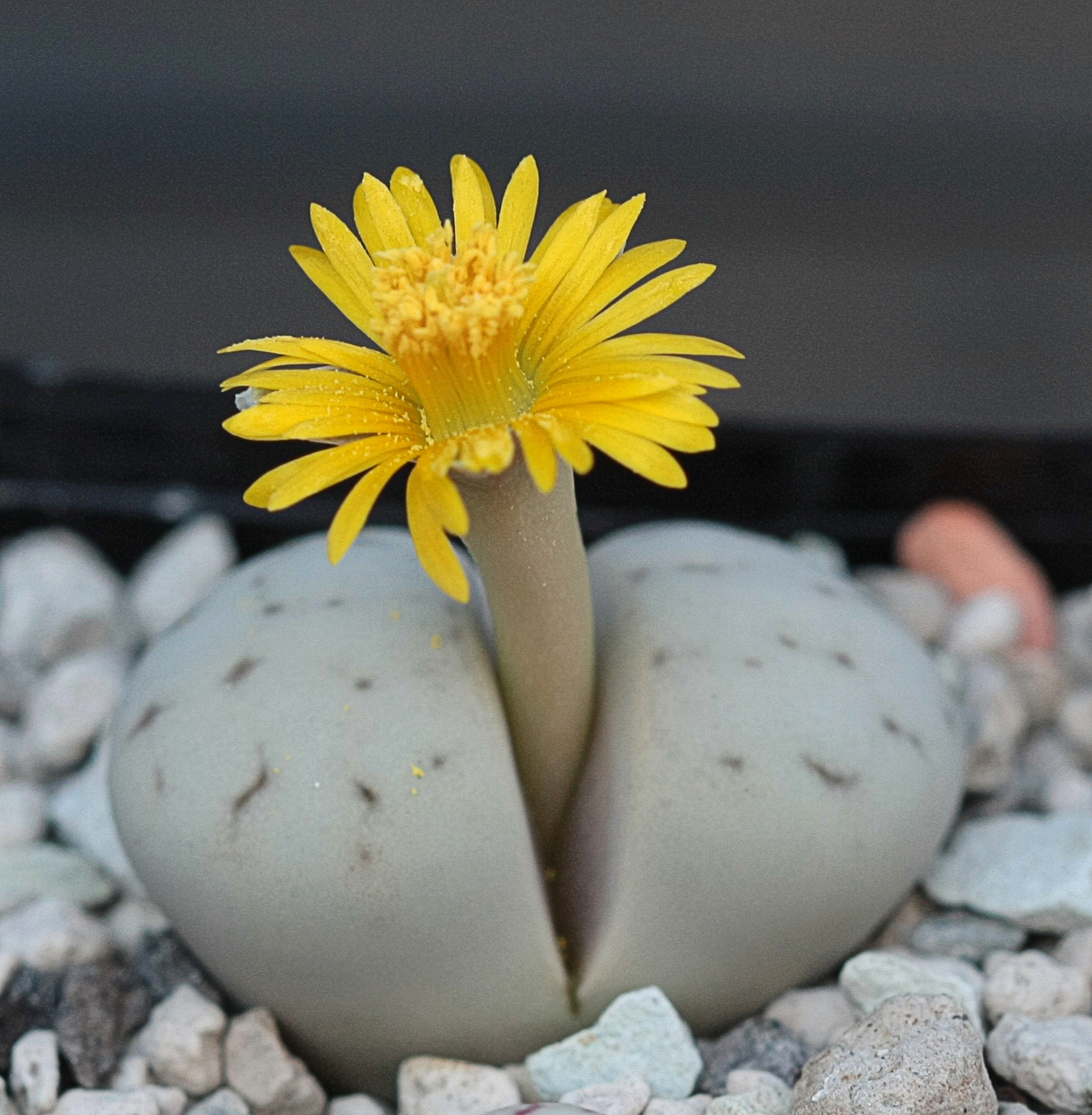
Lithops ruschiorum v. ruschiorum

Культура літопсів не дуже складна, але потребує виконання деяких обов'язкових умов. Місце вдома потрібно вибрати таке, щоби рослини отримували якомога більше сонця. Влітку полив регулярний, але після повного висихання ґрунту. При надмірному поливі на тілі рослини можуть з'явитися потворні тріщини, які, проте, зникають після зміни листя. Взимку літопсам бажано забезпечити температуру 10—12 °C і не поливати з жовтня по квітень (одно-, дворічні сіянці — з листопада по березень). Деякі види з районів із зимовими опадами (Lithops optica, Lithops villetti, Lithops otreniana, Lithops franciscii, Lithops helmutii, Lithops herrei, Lithops comptonii) потребують продовження осіннього поливу на один-два місяці. Ці строки, однак, лише приблизні — потрібно дотримуватися річного циклу зміни листя. Полив починають з появою нових листків. Якщо рослина ще не скинула старе листя, поливати слід дуже обережно, бо в цей період літопси схильні до зараження гнильними грибами. Пересаджують їх навесні. Землесуміш складається з великозернистого піску, листової землі, старої землі, гальки.
Літопси легко вирощують із насіння, а також за допомогою живців. Насіння має бути повністю сухим. Зазвичай зрілі насіннєві капсули мають блідо-коричневий колір. Насіння розміщують у добре дренованому субстраті: можна використовувати грубий просічений річний пісок (діаметром 1 мм). Не обов'язково його вкривати: будь-який шар ґрунту над насінням гальмує його проростання. Ґрунт утримують вологим. Ідеальним періодом для посіву літопсів є березень — травень, коли насіння проростає у дикій природі.
У кімнатній культурі літопси практично не пошкоджуються шкідниками та хворобами, за винятком, мабуть, щитівки, яку з гладкої поверхні рослини легко видалити механічним шляхом. При культивуванні їх у теплиці або в оранжереї істотної шкоди можуть завдати слимаки, тому протягом вегетаційного періоду потрібно кілька разів обприскати рослини розчином будь-якого інсектициду.

## Гібридизація

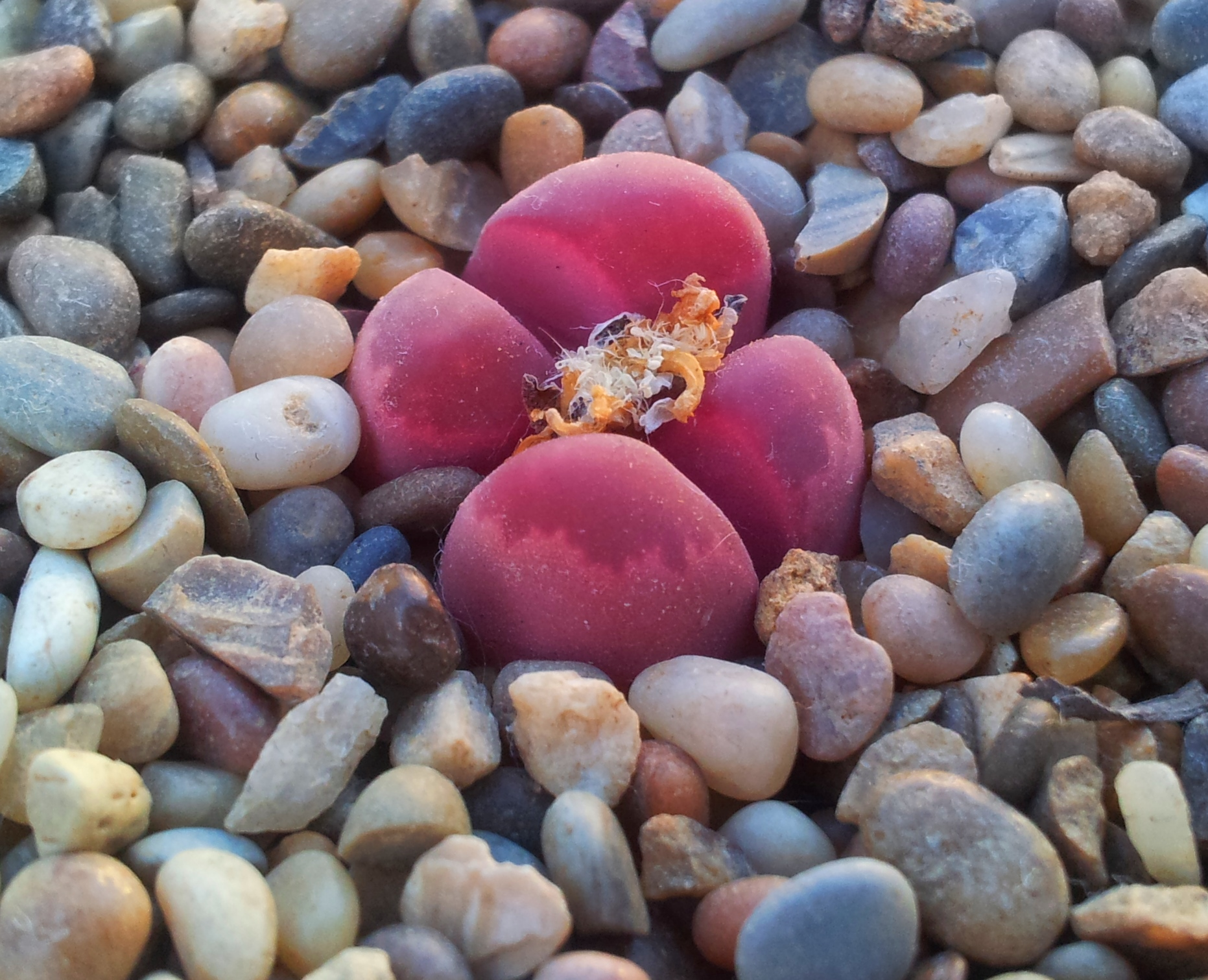
Lithops optica cv. 'Rubra

У колекціях можна побачити лише декілька культиварів літопсів. Переважно отримання нового культивару направлено на закріплення колірних відхилень — зелених мутацій у видів з коричневим тілом, білих квіток замість традиційних жовтих. Японські селекціонери вивели кілька незвичайних культиварів: Lithops salicola cv. 'Bacchus' винного кольору, а також кілька гібридів дуже великих розмірів. Одним з найвідоміших з культиварів є аметистово-червона форма Lithops optica cv. 'Rubra'.
Загалом види в рамках кожної з двох глобальних груп біло- і жовтоквіткових рослин піддаються схрещуванню; чим ближче таксони, тим менше бар'єрів. Гібридизація з іншими родами була успішною лише в кількох випадках. Так вдалося отримати досить стійкий і дуже плідний гібрид Lithops lesliei × Dinteranthus vanzilii. Водночас гібрид Argyroderma delaetii × Lithops divergens var. amethystina або Lithops meyeri дає хворобливе потомство, яке потребує багато уваги й догляду.

## Систематика

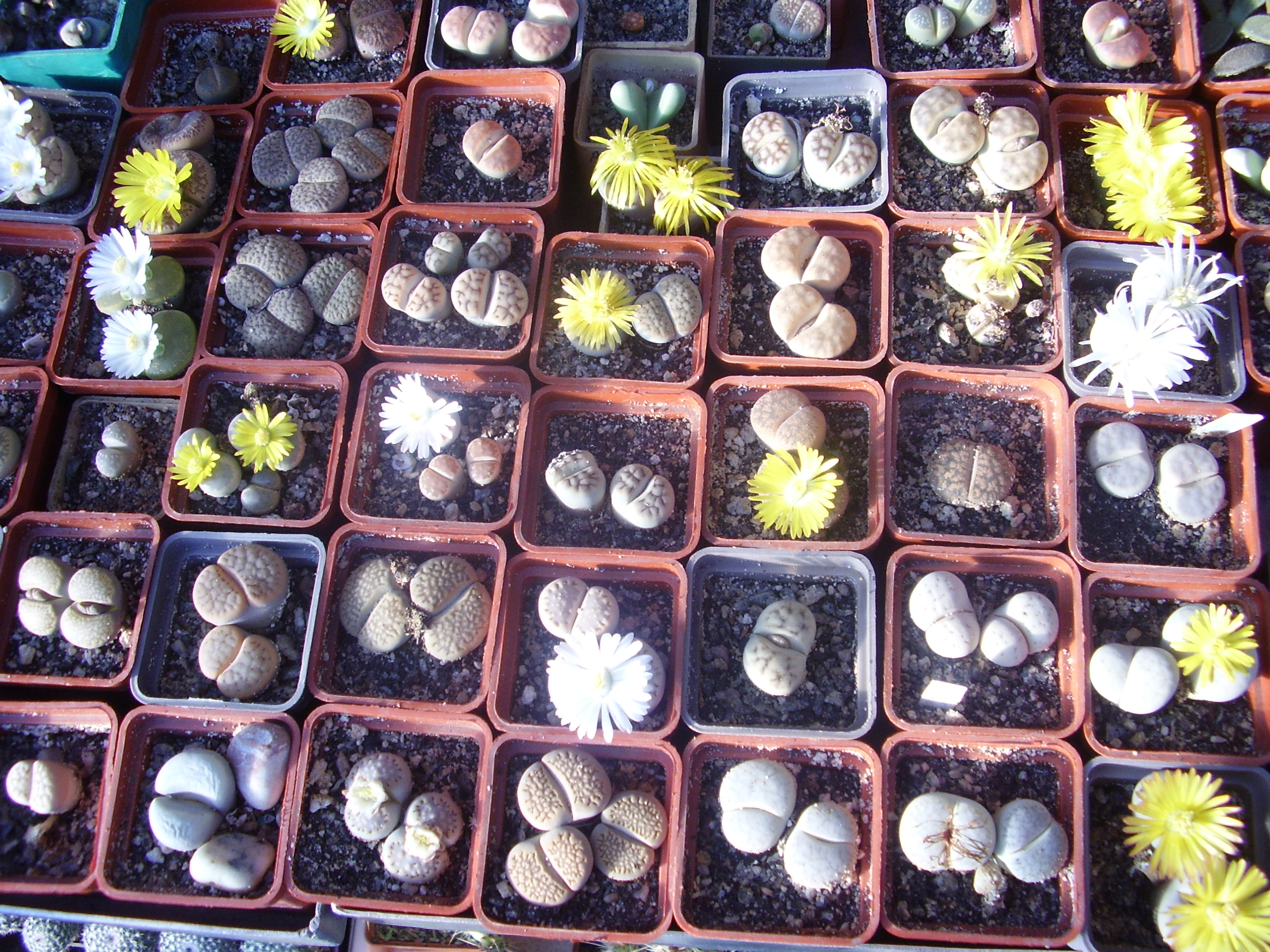
Літопси з колекції Юрія Шостака,
Миколаїв, Україна

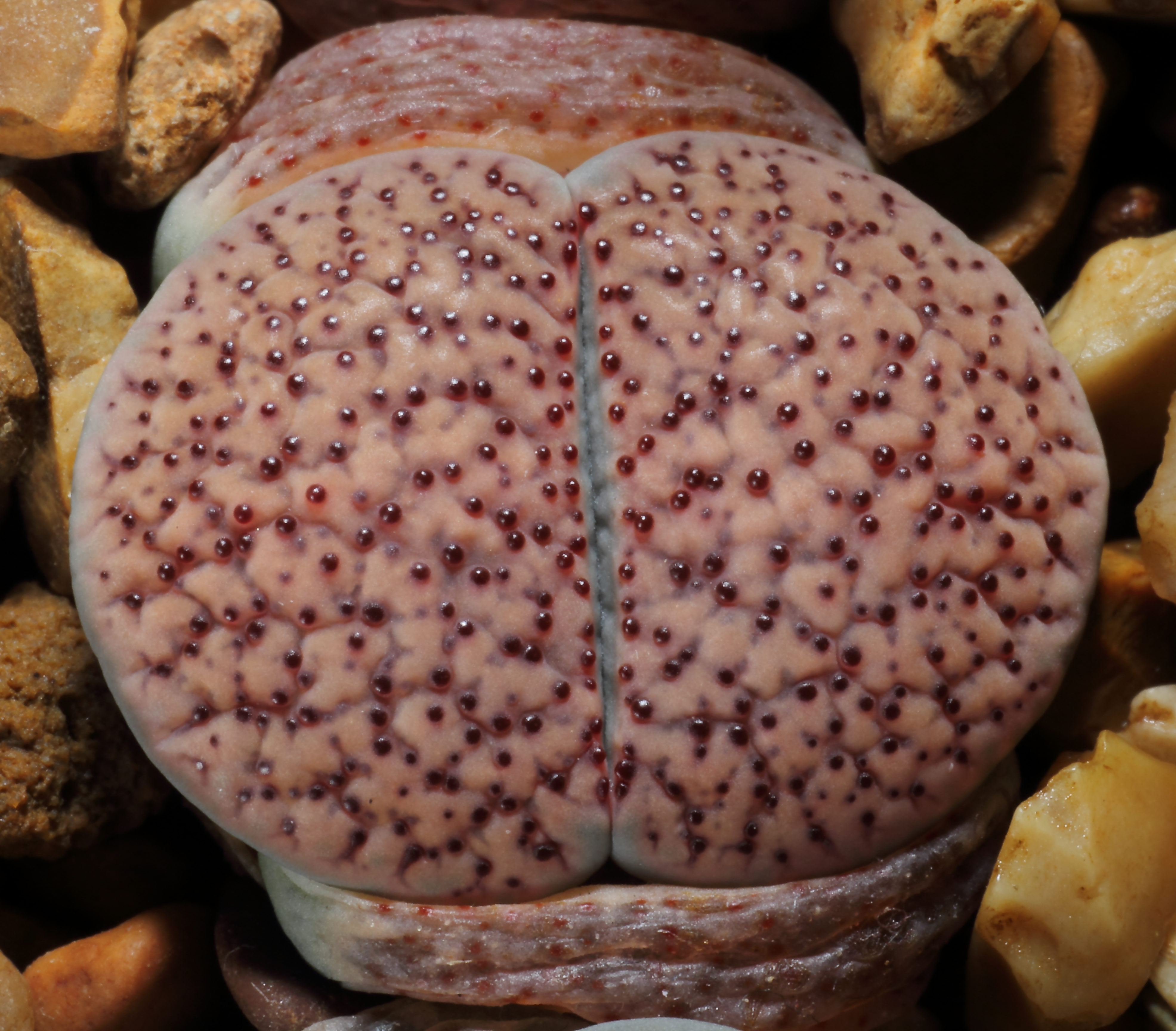
Lithops verruculosa

Рід Lithops вперше був описаний у 1922 році Ніколасом Брауном. Відтоді пропонували різні способи систематики роду, які викликали дискусії. Герт Корнеліус Нель ділив літопси на підроди за наявністю або відсутністю віконець. Така класифікація була ненадійною і неоднозначною. Так, Lithops verruculosa був віднесений до обох підродів. Різниця у формі, розмірі й забарвленні листя не є точною відмінною ознакою. Досить задовільно весь рід вдається розділити тільки на дві групи (імовірно підроди). Перший з них включає види з білими квітками, а другий жовтоквіткові види. Відмінності між обома групами полягають не лише в забарвленні квіток, а й у формі сіянців. Також не вдається схрещування білоквіткових видів з жовтоквітковими, хоча внутрішньогрупове дуже легке.
Американський ботанік Роб Воллас пропонував ділити рід на три групи — модифікації традиційних двох і третю, з єдиним видом у складі — незвичайним, усіяним рубіновими блискітками Lithops verruculosa.
Виключно ретельно підготував свою монографію про літопси південноафриканський ботанік і лінгвіст із Йоганнесбурга Десмонд Торн Коул. У рамках підготовчої роботи він відвідав майже всі відомі місцевості, яких близько чотирьох сотень, і прямо на місці вивчав природну мінливість окремих видів і місцеві умови.
Згідно з його систематикою, рід Lithops налічує 36 видів та 52 таксони нижчого рівня (підвидів та різновидів):

## Галерея

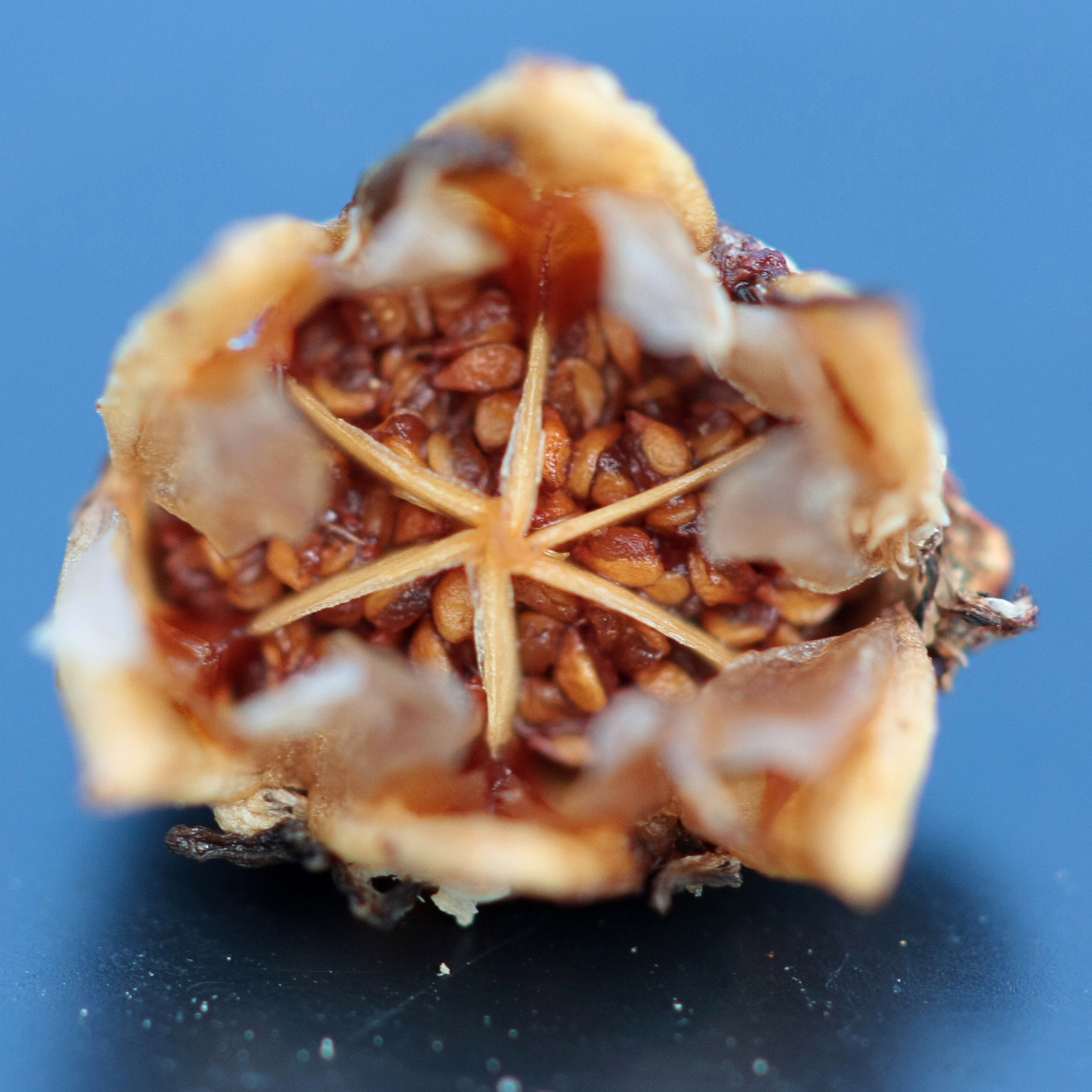
Коробочка Lithops aucampiae з насінням
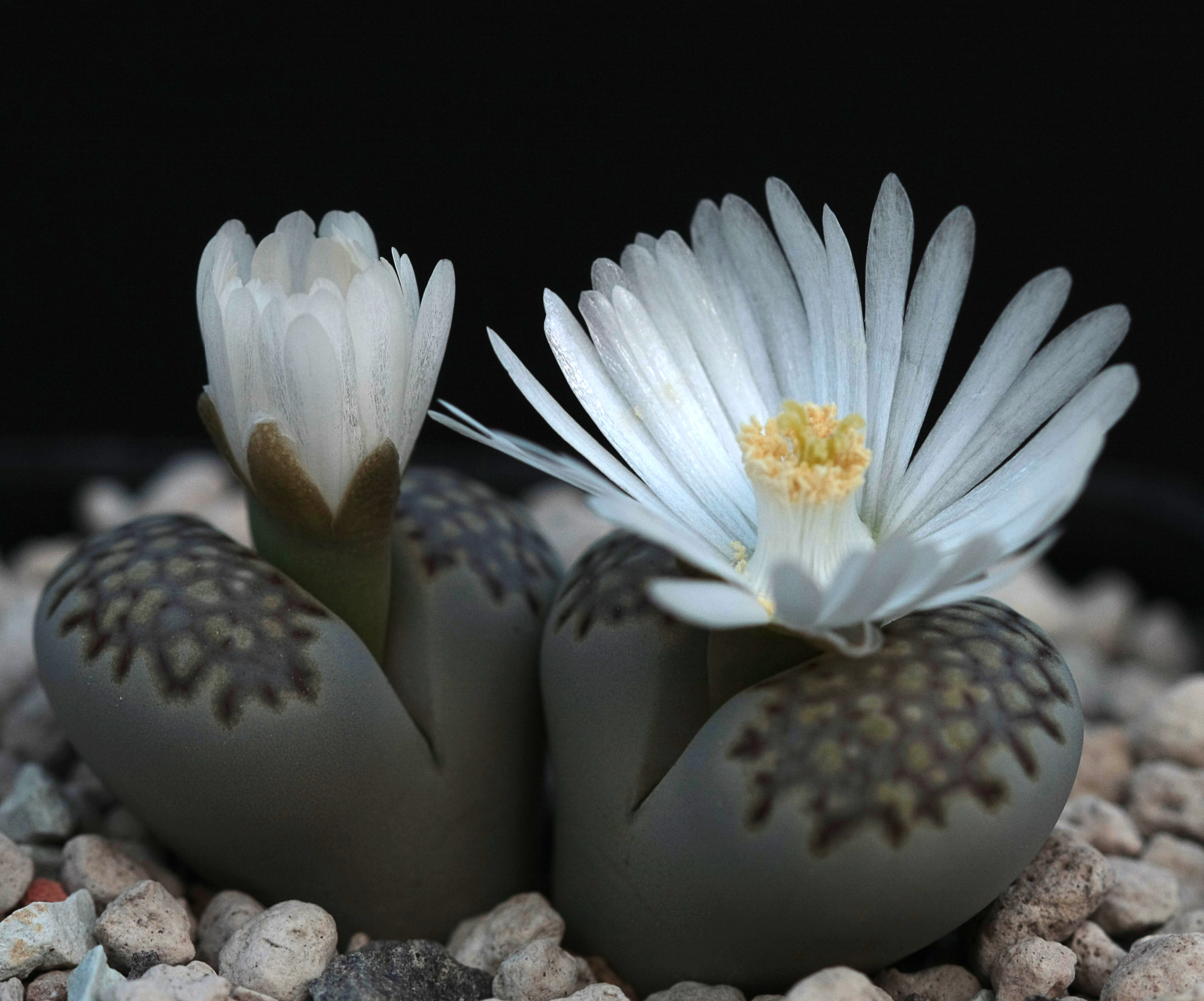
Lithops julii subsp. fulleri
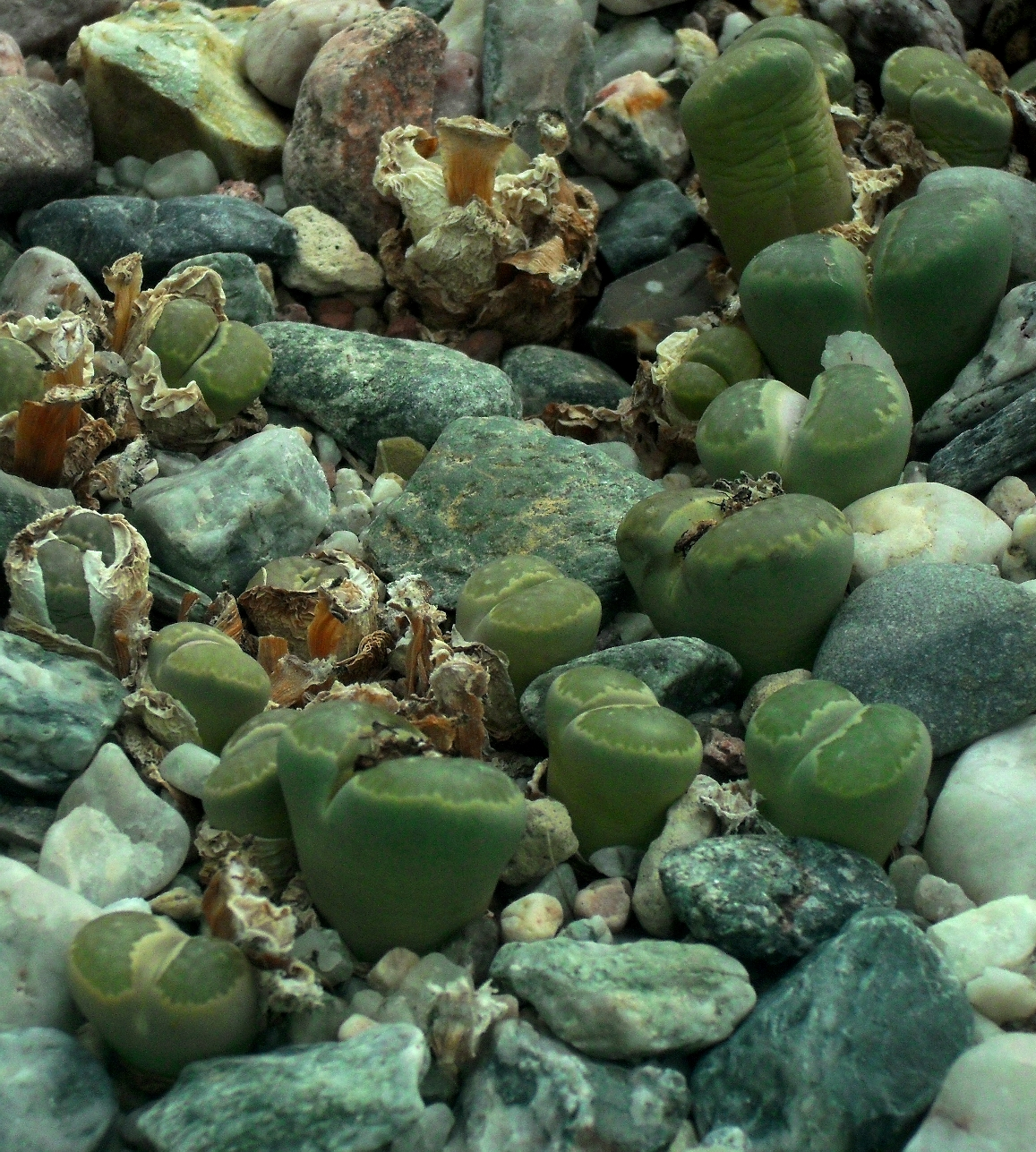
Lithops villetii
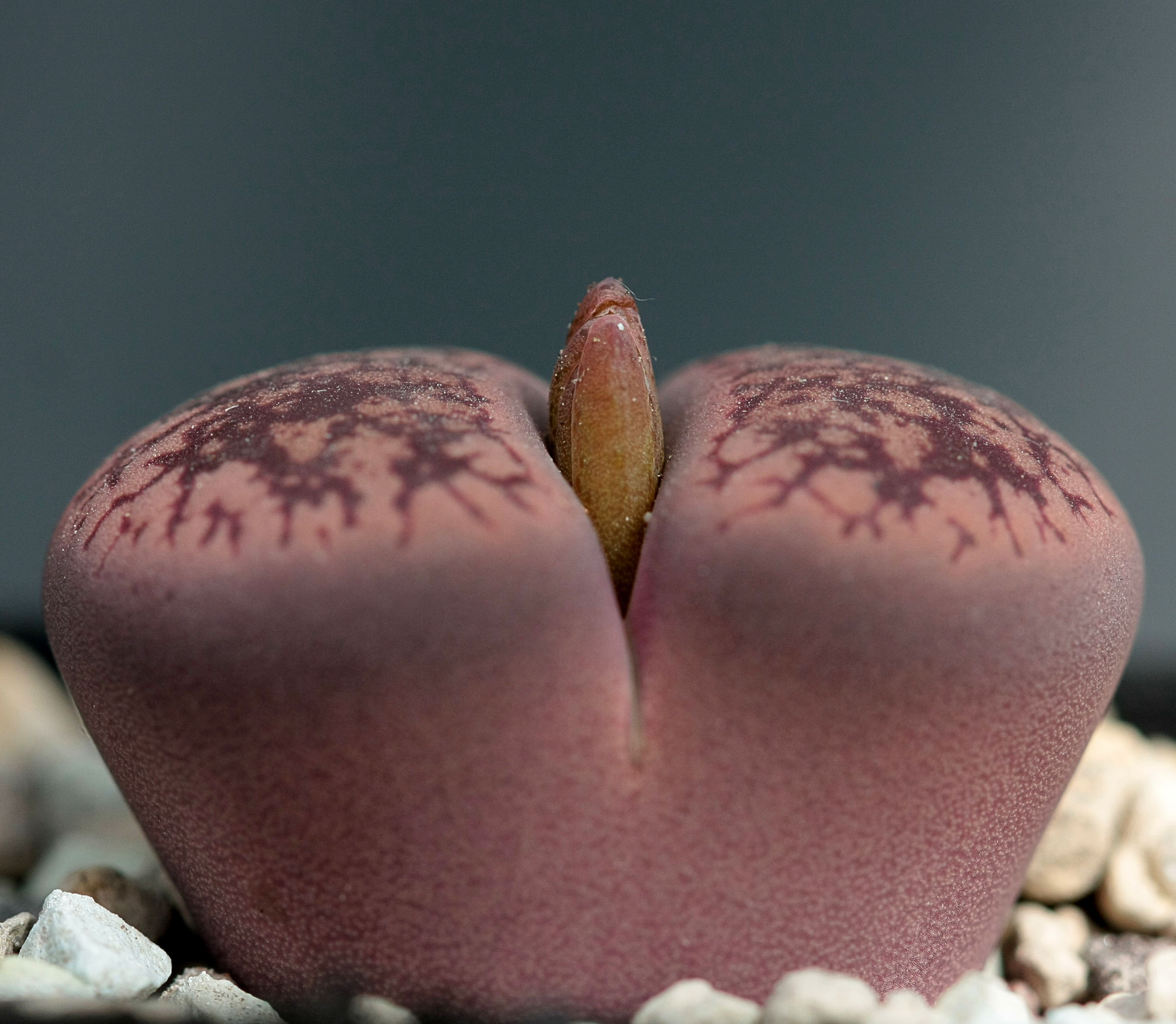
Lithops aucampiae
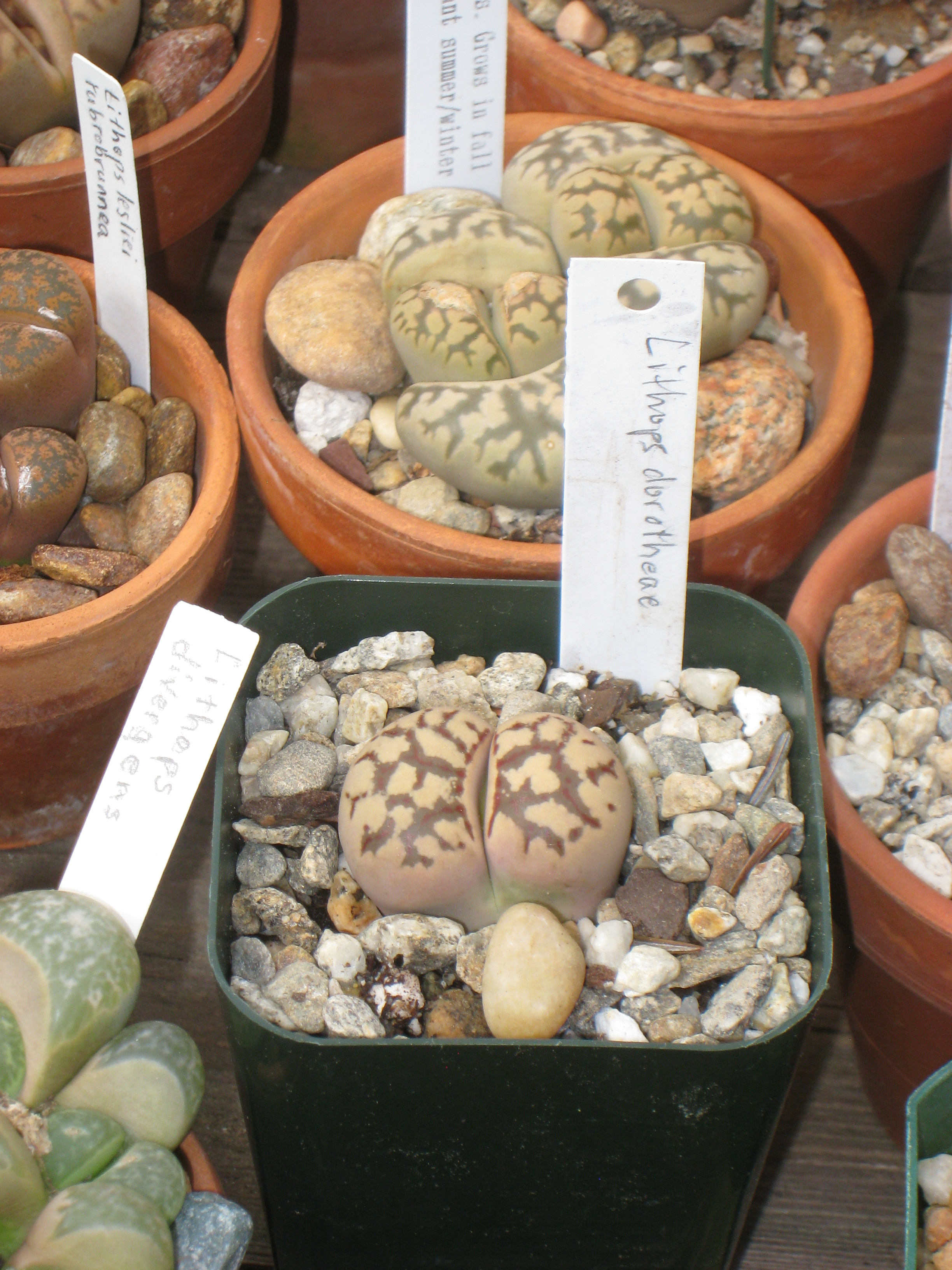
Lithops dorotheae
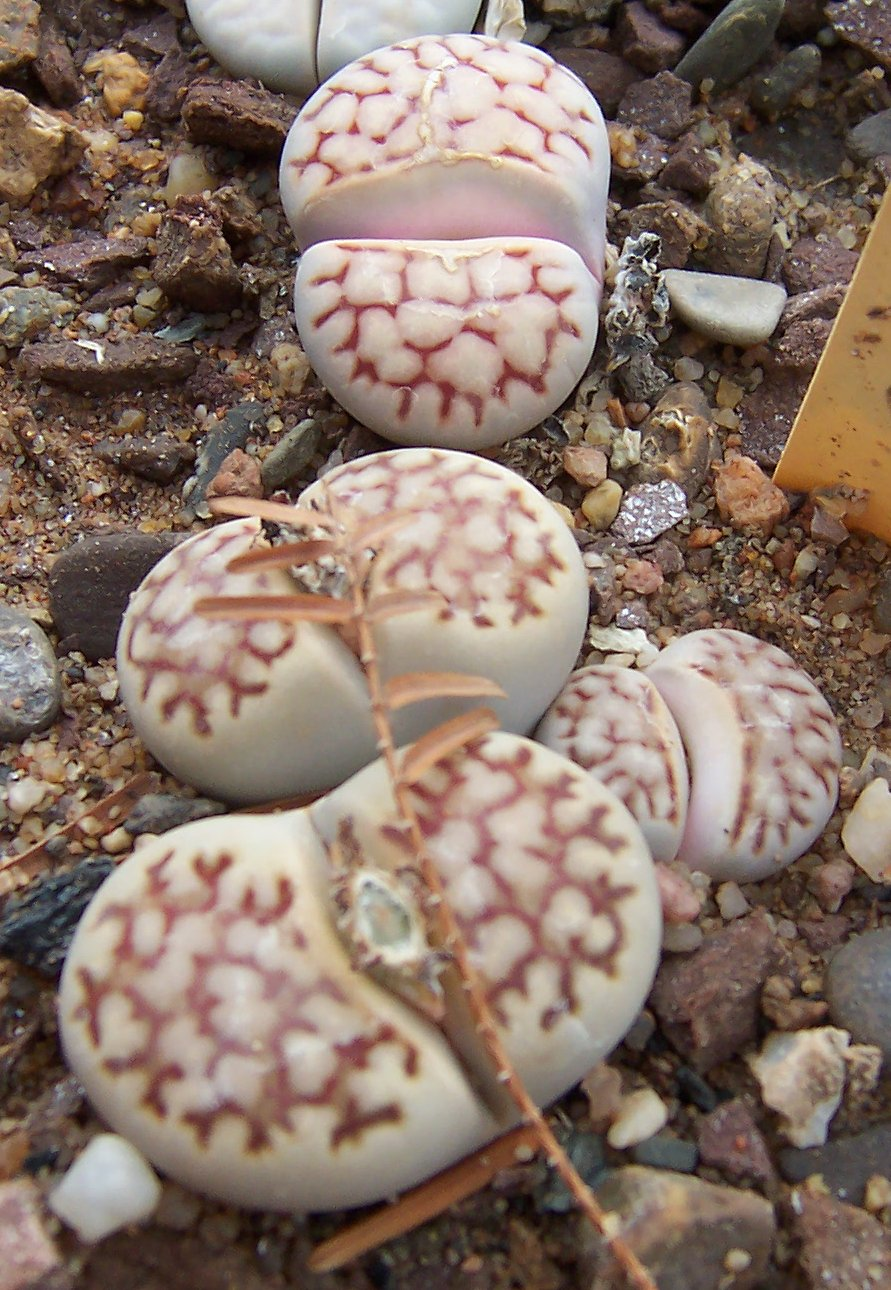
Lithops karasmontana subsp. bella
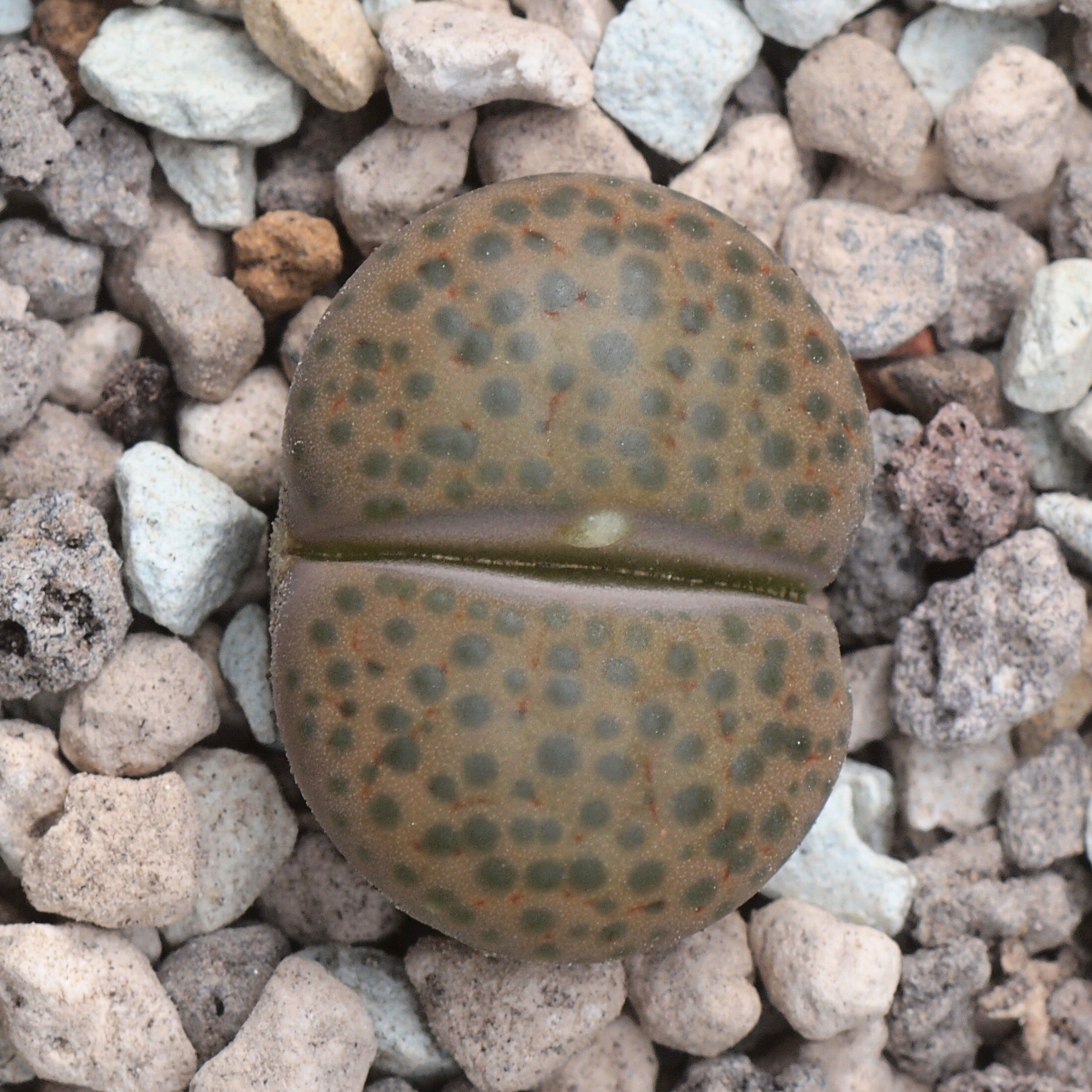
Lithops fulviceps
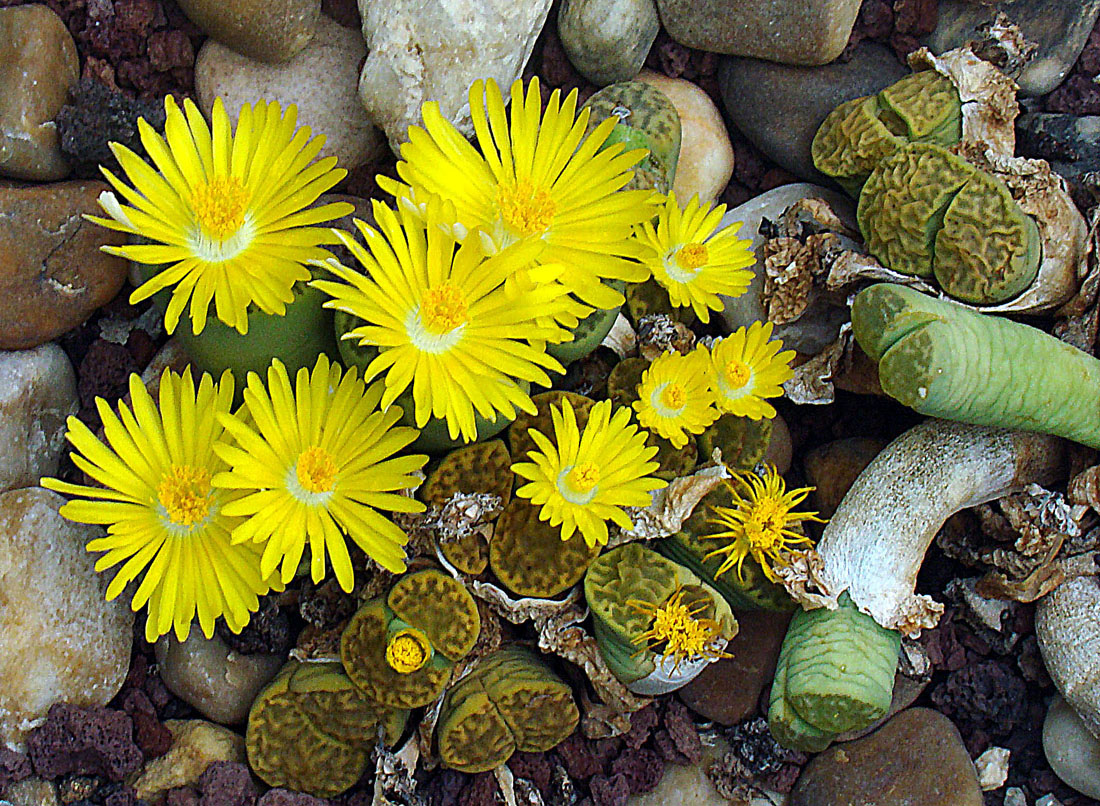
Lithops bromfieldii
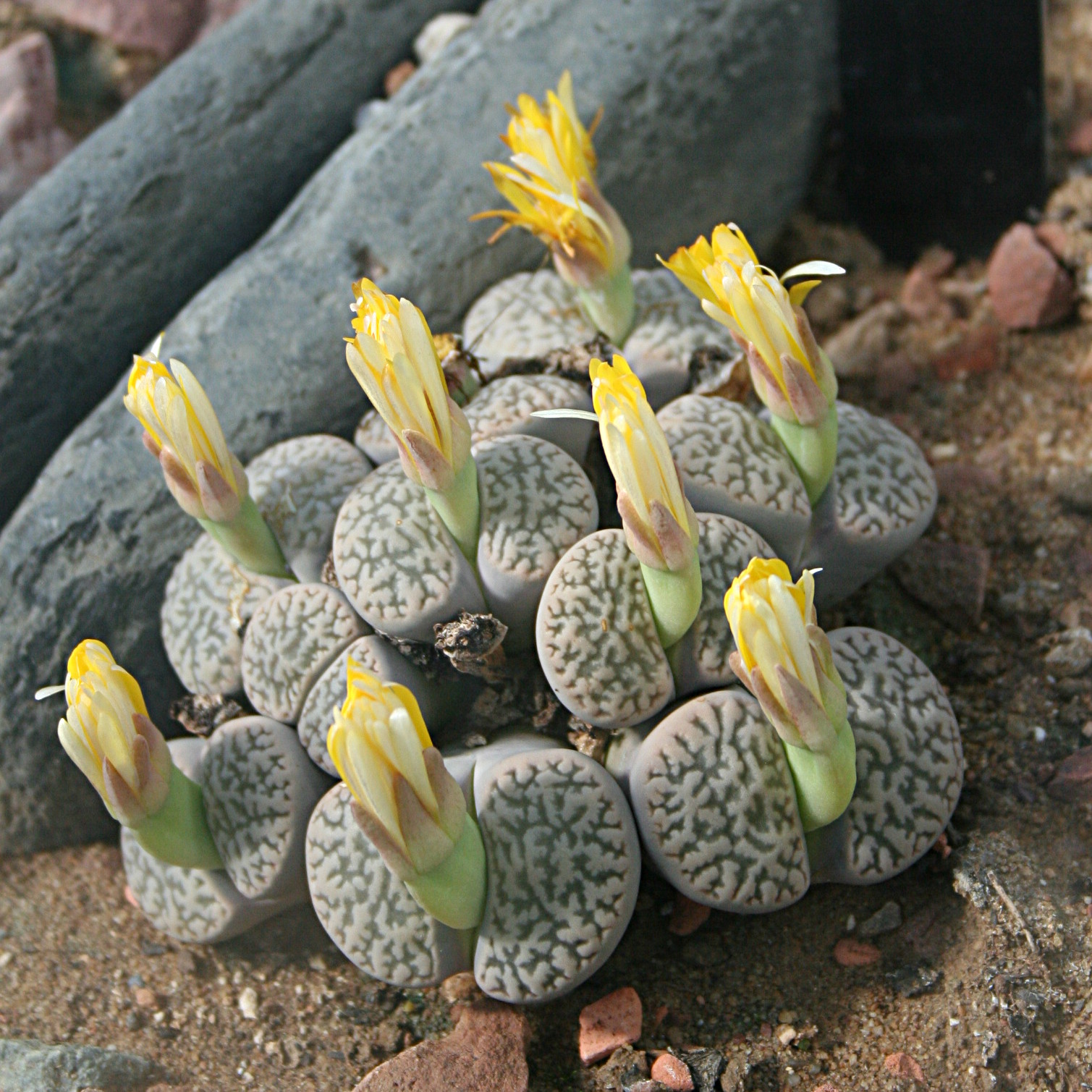
Lithops hookeri